# Natela Svanidze
Pour les articles homonymes, voir Svanidze.
Natela Svanidze (géorgien : ნათელა დამიანეს ასული სვანიძე, Natela Damien asuli Svanidze ; russe : Натела Дамиановна Сванидзе, Natela Damianovna Svanidze), née le 4 septembre 1926 et morte le 17 novembre 2017 à Tbilissi, est une compositrice géorgienne.

## Biographie
Natela Svanidze est née à Akhaltsikhé, Géorgie, le 4 septembre 1926. Elle étudie la composition avec Meliton Balanchivadze (en) au Conservatoire d'État de Tbilissi d'où elle sort diplômée en 1951. Elle continue ensuite ses études au conservatoire de Moscou.
Elle rejoint en 1956 en tant que professeur le Georgian Drama Institute.
Elle reçoit le titre d'artiste émérite de la Géorgie en 1981,.

## Œuvres
Sa musique reflète son fort intérêt dans la musique géorgienne, en particulier la musique populaire chantée et la musique populaire polyphonique.
- 1949 - Danses symphoniques pour orchestre
- 1951 - Samgori, poème symphonique
- 1952 - Zoia, ballade pour basse et piano, texte de Ioseb Noneshvili
- 1954 - Daybreak, pour chœur féminin a cappella, texte de Giorgi Orbeliani
- 1954 - Jardin de Kartli, Cantate  pour chœur mixte et orchestre symphonique. (en trois parties), texte de Giorgi Leonidze (en)
- 1956 - Improvisation pour violon et piano
- 1960 - Fairytale, huit variations pour piano
- 1963 - Kvarkvare, poème symphonique
- 1965 - Burlesque pour piano, instruments à vent et percussions
- 1967 - Symphonie pour piano, instruments à cordes et percussions
- 1968 - Ballet symphonique pour orchestre symphonique
- 1970 - Pirosmani, oratorio de chambre pour lecteur, contralto, sextuor masculin et ensemble instrumental (en cinq parties), textes de Boris Pasternak, Pavel Antokolsky, Titsian Tabidze
- 1972 - Circle pour deux pianos préparés
- 1975 - Poem of Never-to-be-forgotten, oratorio pour lecteur, sextuor féminin, deux chœurs, orgue, violon, douze violoncelles, flûte et bande magnétique (en six parties), texte d'Irakli Charkviani (en)
- 1983 - Symphonie n°2
- 1984 - Gaul-Gavkhe, opéra sur un livret de N. Svanidze d'après T. Maglaperidze — jamais joué